# 阿伯納西斯米爾 (喬治亞州)
阿伯納西斯米爾（英語：Abernathys Mill）是位於美國喬治亞州哈拉爾森縣的一個非建制地區。該地的面積和人口皆未知。

## 地理
阿伯納西斯米爾的座標為33°51′51″N 85°12′35″W / 33.86417°N 85.20972°W，而該地的平均海拔高度為310米（即1017英尺）。